# Evinrude Outboard Motors
La Evinrude Outboard Motors è un'azienda americana che produce motori fuoribordo, fondata da Ole Evinrude nel 1907. Ha fatto parte con la Johnson del gruppo Outboard Marine Corporation (OMC) fino a quando i marchi sono stati rilevati dalla Bombardier Recreational Products, del gruppo canadese Bombardier.

## Storia

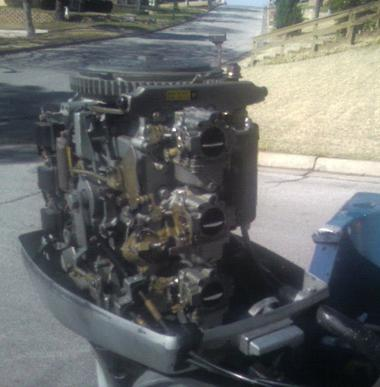
Evinrude 70 HP del 1979 aperto senza silenziatore

Ole Evinrude nacque a Gjøvik in Norvegia il 19 aprile 1877; cinque anni dopo la famiglia emigrò negli USA, vicino a Cambridge (Wisconsin). Appassionato di meccanica divenne apprendista a 16 anni. Come molti fu interessato ai nuovi, per l'epoca, sviluppi nella meccanica dei motori a combustione interna.
Mentre Evinrude si concentrava sulla meccanica e gli aspetti tecnici della società, la parte amministrativa venne affidata alla sua assistente, Bessie Cary. La storia della invenzione del motore fuoribordo Evinrude gira attorno all'evento di loro due ad un picnic sul Okauchee Lake, ad ovest di Milwaukee. Cary espresse il desiderio di un gelato e Evinrude si recò verso la riva per prenderlo. Il gelato si sciolse per il tempo trascorso nel viaggio di ritorno e ispirato da questo fatto pensò di sviluppare una propulsione veloce per la barca.
Cary e Evinrude si sposarono nel 1906. Nel 1907, Evinrude fondò Evinrude Motors a Milwaukee (Wisconsin). La società sviluppò il primo motore fuoribordo, monocilindrico, 1,5 hp (1,1 kW) model, che divenne un successo dal 1909.
La salute precaria di Cary portò Ole Evinrude a vendere la società nel 1913 e negli accordi di vendita Ole si accordò di non rientrare nel business dei motori per cinque anni. La mente inventiva però non smise di pensare e disegnò un bicilindrico. Nel 1921 lui e Bessie formarono la ELTO Outboard Motor Company (ELTO, acronimo di Evinrude's Light Twin Outboard). La nuova società si fuse nel 1929 con Evinrude company, prendendo il nome di Outboard Marine Corporation e Lockwood Motor Company, con Evinrude presidente.
Bessie, che si ritirò nel 1928 per ragioni di salute, morì nel 1933 a Milwaukee. Ole Evinrude morì a Milwaukee il 12 luglio dell'anno seguente, e la società venne guidata dal figlio Ralph. Nel 1936 la Evinrude company si fuse con Johnson Motor Company tenendo il nome di Outboard Marine Corporation. Durante la seconda guerra mondiale la società produsse vari motori per uso militare.
Negli anni '30 e '40, il motore Evinrude 4-60 venne usato per il Midget car racing. Questo 59,4 cu in (973 cc) raffreddato ad acqua a cilindri orizzonatli contrapposti veniva alimentato da 82% metanolo, 10% toluene o benzene, e 8% olio di ricino (disponibile in 5 US gal (19 l; 4,2 imp gal)), più piombo tetraetile. A 8.000 g/min produceva 80 hp (60 kW), quasi 1 HP per pound (1,7 kW/kg).
OMC viene dichiarata fallita nel 2000 e acquisita da Bombardier Recreational Products, continuando a usare il solo marchio Evinrude. Il nome Evinrude continua ad esistere oltre che sui motori nautici anche con il premio Ole Evinrude Award, dato annualmente al New York Boat Show.
Dal 2020 la Bombardier Recreational Products annuncia che non produrrà più neanche i motori Evinrude ma continuerà a fornire assistenza e pezzi di ricambio a chi li ha già acquistati onorando le relative garanzie

## Prodotti

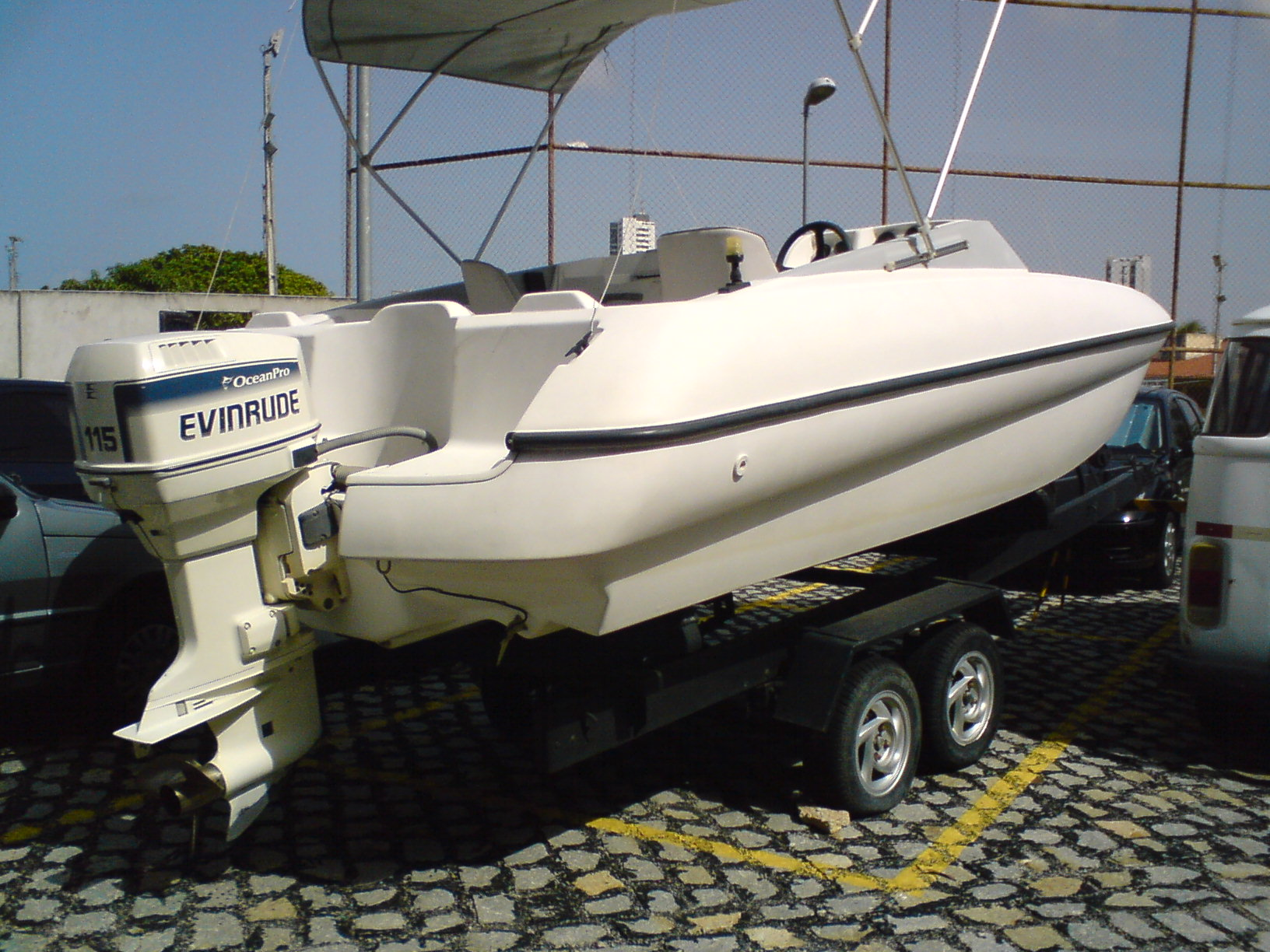
Un'imbarcazione con fuoribordo Evinrude

Evinrude outboards ha prodotto motori due tempi da 25 hp (19 kW) a 300 hp (3.4L V6). Furono usati i carburatori fino agli anni '90 e successivamente all'introduzione delle regole EPA Clean air iniziarono ad introdurre, con la tedesca FICHT, la iniezione diretta. La durabilità dei motori fu compromessa da questo cambiamento e la società soffrì di questa perdita di reputazione, insieme alla concorrenza dei motori giapponesi e di quelli della Mercury. Questo portò al fallimento della società.

## Riferimenti nella cultura di massa
Nel film Disney del 1977 Le avventure di Bianca e Bernie la libellula che fa da propulsore alla barca utilizzata dai protagonisti nella palude si chiama Evinrude, in riferimento ai motori fuoribordo prodotti dall'azienda.